# Суха (притока Вільхівки)
Суха — річка в Україні, права притока річки Вільхівки. Басейн Сіверського Дінця. Довжина 19,2 км. Площа водозбірного басейну 85 км². Похил 6,3 м/км. Долина завширшки 1 км. Заплава шириною до 300 м. Річище звивисте, шириною 0,5—3 м, глибиною 1,5 м. Влітку на окремих ділянках пересихає. Використовується на господарські потреби. Споруджено водосховище.
Бере початок біля села Круглик. Тече по території Лутугинського району Луганської області.